# Европско првенство у атлетици у дворани 2021 — 1.500 метара за жене
Такмичење у трчању на 1.500 метара у женској конкуренцији на 36. Европском првенству у дворани 2021. у Торуњу одржано је 5. и 6. марта у Арена Торуњ.
Титулу освојену у Глазгову 2019. није бранила Лора Мјур из Уједињеног Краљевства.

## Земље учеснице
Учествовало је 22 такмичарке из 13 земаља.
| 1. Белгија (2) 2. Белорусија (1) 3. Грчка (1) 4. Италија (2) | 1. Луксембург (1) 2. Немачка (3) 3. Пољска (2) 4. Португалија (1) | 1. Румунија (2) 2. Уједињено Краљевство (2) 3. Украјина (1) 4. Чешка (1) 5. Шпанија (3) |

## Рекорди
| Рекорди пре почетка Европског првенства 2021. | Рекорди пре почетка Европског првенства 2021. | Рекорди пре почетка Европског првенства 2021. | Рекорди пре почетка Европског првенства 2021. | Рекорди пре почетка Европског првенства 2021. | Рекорди пре почетка Европског првенства 2021. |
| --------------------------------------------- | --------------------------------------------- | --------------------------------------------- | --------------------------------------------- | --------------------------------------------- | --------------------------------------------- |
| Светски рекорд                                | Гудаф Цегај                                   | Етиопија                                      | 3:53,09                                       | Лијевен, Француска                            | 9. фебруар 2021.                              |
| Европски рекорд                               | Абебе Арегави                                 | Шведска                                       | 3:57,91                                       | Стокхолм, Шведска                             | 6. фебруар 2014.                              |
| Рекорди европских првенстава                  | Лора Мјур                                     | Велика Британија                              | 4:02,39                                       | Београд, Србија                               | 4. март 2017.                                 |
| Најбољи светски резултат сезоне у дворани     | Гудаф Цегај                                   | Етиопија                                      | 3:53,09                                       | Лијевен, Француска                            | 9. фебруар 2021.                              |
| Најбољи европски резултат сезоне у дворани    | Лора Мјур                                     | Велика Британија                              | 3:59,58                                       | Лијевен, Француска                            | 9. фебруар 2021.                              |

## Најбољи европски резултати у 2021. години
Десет најбољих европских такмичарки у трци на 1.500 метара у дворани 2021. године пре почетка првенства (4. марта 2021), имале су следећи пласман на европској и светској ранг листи. (СРЛ) ,
| 1.  | Лора Мјур               | Велика Британија | 3:59,58 | 9. фебруар  | 2. СРЛ  |
| 2.  | Мелиса Кортни-Брајант   | Велика Британија | 4:04,79 | 9. фебруар  | 3. СРЛ  |
| 3.  | Елиз Вандерелст         | Белгија          | 4:05,71 | 9. фебруар  | 5. СРЛ  |
| 4.  | Хана Клајн              | Немачка          | 4:06,86 | 9. фебруар  | 7. СРЛ  |
| 5.  | Естер Гереро            | Шпанија          | 4:07,48 | 21. фебруар | 9. СРЛ  |
| 6.  | Јелена Коропкина        | Русија           | 4:08,46 | 7. фебруар  | 10. СРЛ |
| 7.  | Маруша Мишмаш Зримшек   | Словенија        | 4:09,43 | 20. фебруар | 13. СРЛ |
| 8.  | Марта Перез             | Шпанија          | 4:09,44 | 21. фебруар | 14. СРЛ |
| 9.  | Síofra Cléirigh Büttner | Ирска            | 4:09,67 | 13. фебруар | 16. СРЛ |
| 10. | Холи Арчер              | Велика Британија | 4:10,03 | 13. фебруар | 18. СРЛ |

Такмичарке чија су имена подебљана учествовале су на ЕП.

## Сатница
| Датум         | Време | Ниво          |
| ------------- | ----- | ------------- |
| 5. март 2021  | 12:22 | Квалификације |
| 6. март 2021. | 19:20 | Финале        |

Сва времена су по локалном времену (UTC+1)

## Квалификациона норма
| дворана                | отворено               |
| ---------------------- | ---------------------- |
| 4:17,00 4:35,00 (миља) | 4:09,00 4:30,00 (миља) |

## Освајачи медаља
| Освајачи медаља |              |            |  |  |  |  |
|                 |              |            |  |  |  |  |
|                 |              |            |  |  |  |  |
|                 |              |            |  |  |  |  |
| Елиз Вандерелст | Холи Арчер   | Хана Клајн |  |  |  |  |
| Белгија         | У.Краљевство | Немачка    |  |  |  |  |

## Резултати

### Квалификације
Такмичење је одржано 5. марта 2021. године. У финале су се пласирале по 2 првопласиране из 3 квалификационе групе (КВ) и 3 на основу постигнутог резултата (кв).,,
Почетак такмичења: група 1 у 12:22, група 2 у 12:32, група 3 у 12:42.
| Пласман | Група | Атлетичарка                    | Земља                | ЛР      | ЛРС     | Резултат | Белешка |
| ------- | ----- | ------------------------------ | -------------------- | ------- | ------- | -------- | ------- |
| 1.      | 3     | Хана Клајн                     | Немачка              | 4:06,86 | 4:06,86 | 4:09,35  | КВ      |
| 2.      | 1     | Холи Арчер                     | Уједињено Краљевство | 4:10,03 | 4:10,03 | 4:09,77  | КВ, ЛР  |
| 3.      | 1     | Геза Фелицитас Краузе          | Немачка              | 4:08,91 | 4:11,68 | 4:09,92  | КВ, ЛРС |
| 4.      | 3     | Агеда Муњоз                    | Шпанија              | 4:14,18 | 4:14,18 | 4:09,94  | КВ, ЛР  |
| 5.      | 1     | Елиз Вандерелст                | Белгија              | 4:05,71 | 4:05,71 | 4:10,49  | кв      |
| 6.      | 3     | Кејти Сноуден                  | Уједињено Краљевство | 4:10,09 | 4:10,43 | 4:10,70  | кв      |
| 7.      | 1     | Марта Перез                    | Шпанија              | 4:07,37 | 4:09,44 | 4:11,27  | кв      |
| 8.      | 1     | Диана Мезулианикова            | Чешка                | 4:11,53 | 4:16,32 | 4:11,48  | ЛР      |
| 9.      | 3     | Мартина Галант                 | Пољска               | 4:11,03 | 4:11,55 | 4:12,08  |         |
| 10.     | 2     | Дарја Барисевич                | Белорусија           | 4:06,77 | 4:06,77 | 4:12,11  | КВ      |
| 11.     | 2     | Естер Гереро                   | Шпанија              | 4:07,47 | 4:07,48 | 4:12,39  | КВ      |
| 12.     | 1     | Федерика Дел Буоно             | Италија              | 4:08,87 | 4:13,44 | 4:12,79  | ЛРС     |
| 13.     | 3     | Марта Пен Фреитас              | Португалија          | 4:06,94 | 4:06,94 | 4:12,95  |         |
| 14.     | 2     | Катерина Гранц                 | Немачка              | 4:10,33 | 4:10,33 | 4:13,53  |         |
| 15.     | 3     | Ленута Симјук                  | Румунија             | 4:26,97 |         | 4:14,94  | ЛР      |
| 16.     | 2     | Гаја Сабатини                  | Италија              | 4:13,62 | 4:13,70 | 4:17,21  |         |
| 17.     | 1     | Орисиа Демјањук                | Украјина             | 4:13.65 | 4:17.19 | 4:17,52  |         |
| 18.     | 2     | Клаудија Бобоча                | Румунија             | 4:07,05 | 4:17,47 | 4:18,00  |         |
| 19.     | 2     | Клаудија Казимјерска           | Пољска               | 4:14,92 | 4:14,92 | 4:18,24  |         |
| 20.     | 2     | Линдзи Де Гранде               | Белгија              | 4:09,18 | 4:15,44 | 4:18,45  |         |
| 21.     | 3     | Анастасија-Панајиота Маринакоу | Грчка                | 4:16,97 | 4:19,84 | 4:19,60  | ЛРС     |
| 22.     | 3     | Вера Хофман                    | Луксембург           | 4:14,86 | 4:14,86 | 4:20,50  |         |

Подебљани лични рекорди су и национални рекорди земље коју такмичарка представља

### Финале
Такмичење је одржано 6. марта 2021. године у 19:50.  
| Пласман | Атлетичарка           | Земља                | Резултат | Белешка |
| ------- | --------------------- | -------------------- | -------- | ------- |
|         | Елиз Вандерелст       | Белгија              | 4:18,44  |         |
|         | Холи Арчер            | Уједињено Краљевство | 4:19,91  |         |
|         | Хана Клајн            | Немачка              | 4:20,07  |         |
| 4.      | Марта Перез           | Шпанија              | 4:20,39  |         |
| 5.      | Естер Гереро          | Шпанија              | 4:20,45  |         |
| 6.      | Кејти Сноуден         | Уједињено Краљевство | 4:21,81  |         |
| 7.      | Дарја Барисевич       | Белорусија           | 4:22,98  |         |
| 8.      | Геза Фелицитас Краузе | Немачка              | 4:24,26  |         |
|         | Агеда Муњоз           | Шпанија              | Диск.    |         |

### Пролазна времена у финалу
| Дистанца | Атлетичарка           | Земља   | Време   |
| -------- | --------------------- | ------- | ------- |
| 400 м    | Геза Фелицитас Краузе | Немачка | 1:15.96 |
| 800 м    | Марта Перез           | Шпанија | 2:30.43 |
| 1.200 м  | Естер Гереро          | Шпанија | 3:22,75 |